# Elferkopf
Elferkopf är en bergstopp i Österrike.   Den ligger i distriktet Bregenz och förbundslandet Vorarlberg, i den västra delen av landet, 500 km väster om huvudstaden Wien. Toppen på Elferkopf är 2 387 meter över havet, eller 448 meter över den omgivande terrängen. Bredden vid basen är 7,2 km.
Terrängen runt Elferkopf är bergig åt sydost, men åt nordväst är den kuperad. Runt Elferkopf är det ganska glesbefolkat, med 26 invånare per kvadratkilometer.. Närmaste större samhälle är Mittelberg, 2,9 km nordväst om Elferkopf. 
Trakten runt Elferkopf består i huvudsak av gräsmarker.